# Fallen flag

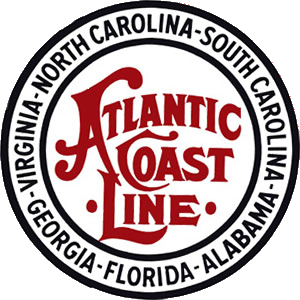
Logo der Atlantic Coast Line Railroad, die 1967 zur Fallen Flag wurde

Fallen flag ist der Ausdruck für US-amerikanische, gelegentlich auch für kanadische Eisenbahngesellschaften, die durch Bankrott oder Fusion verschwunden sind.

## Hintergrund

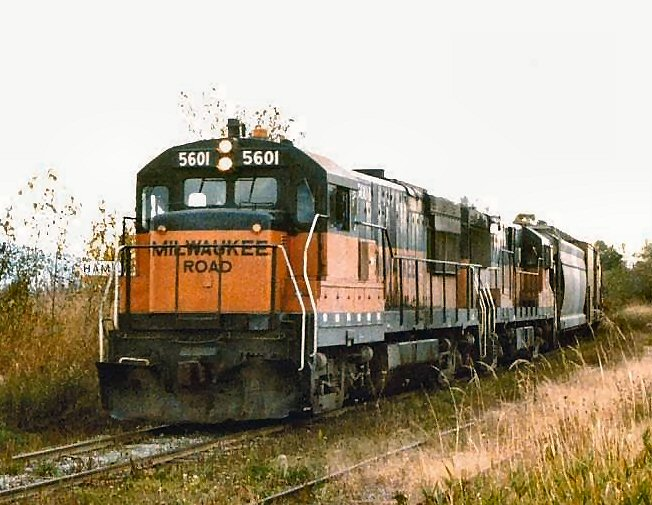
Seit 1986 eine fallen flag: die Milwaukee Road.

Seit den 1950er Jahren begann die Zahl der US-amerikanischen Eisenbahngesellschaften aufgrund wirtschaftlicher Schwierigkeiten rapide zu sinken. Viele Gesellschaften wurden von größeren Gesellschaften aufgekauft oder wie bei der Santa Fe mit Gesellschaften gleicher Größe vereinigt (in diesem Fall mit der Burlington Northern Railroad zur BNSF) Eine weitere Anzahl wurde wegen des Rückgangs des Transportaufkommens liquidiert.
Aufgrund des „Staggers-Act“ von 1980 wurde es den Eisenbahngesellschaft wesentlich erleichtert, weniger profitable oder parallel verlaufende Streckenabschnitte zu schließen oder zu verkaufen. Deshalb kam es seit den 80er Jahren zur Gründung von vielen sog. Shortline- oder Class 3-Eisenbahnen (< 40 Mio. $ Umsatz und weniger als 350 Meilen Streckenlänge, nach den Regeln der AAR).
Im Rahmen der weiteren Marktpositionierung der Unternehmen wurden solche kleinen Unternehmen wieder von größeren Unternehmen übernommen oder gingen aufgrund fehlendem Transportaufkommen Bankrott.
Somit erhöht sich die Zahl der Fallen Flags immer weiter.
Dennoch lassen sich auf amerikanischen Bahngleisen regelmäßig Lokomotiven und Wagen von „Fallen Flags“  beobachten, denn die Bahngesellschaften lackieren den von geschluckten Gesellschaften übernommenen Fahrzeugbestand nicht über Nacht um. Teilweise sind so noch Fahrzeuge unterwegs im Design von Unternehmen, die seit mehreren Jahrzehnten nicht mehr existieren.
Die Zahl der sog. „Class 1“-Eisenbahngesellschaften (heute Bahngesellschaften mit einem jährlichen Umsatz von mehr als 272 Millionen Dollar) hat sich von 193 im Jahr 1962 auf sieben im Jahr 2020 reduziert.